# Płoszkowo (Choszczno)
Pour les articles homonymes, voir Płoszkowo.
Płoszkowo est une localité polonaise de la gmina rurale de Bierzwnik, située dans le powiat de Choszczno en voïvodie de Poméranie-Occidentale. Elle se trouve à environ 24 km au sud-est de la ville de Choszczno et 84 km au sud-est de Szczecin, la capitale régionale. 

## Géographie

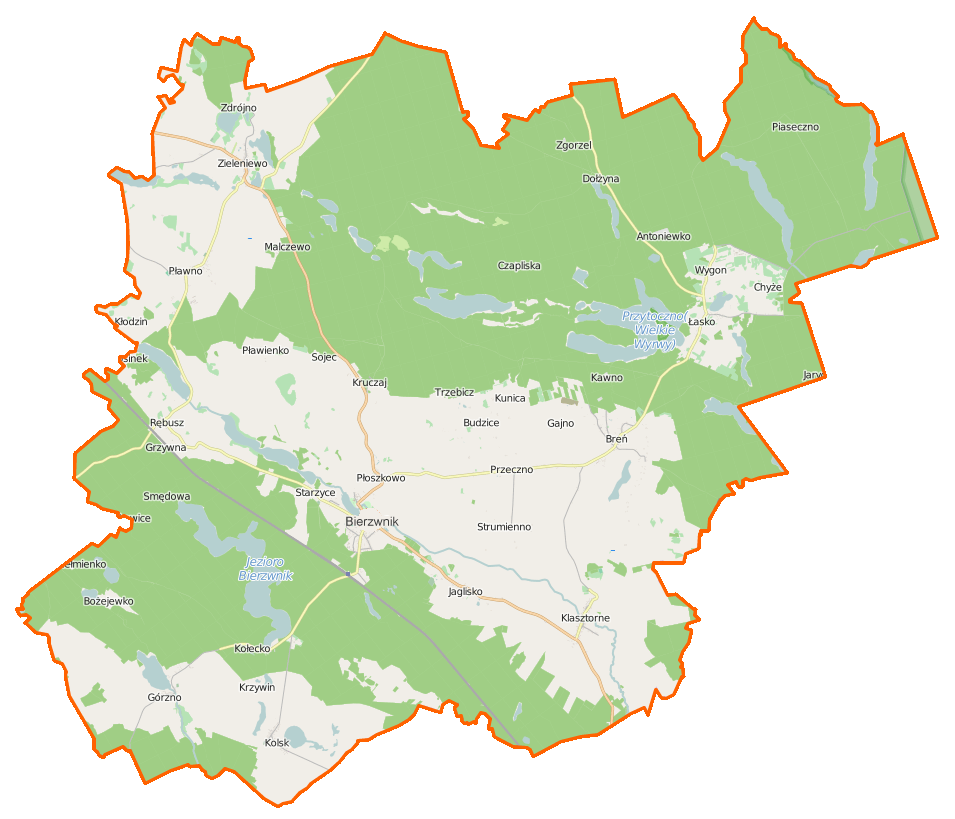
Carte de la gmina de Bierzwnik.